# Шольский район
Шольский район — административно-территориальная единица в составе Ленинградской и Вологодской областей РСФСР с центром в деревне Зубово, существовавшая в 1927—1959 годах.
Шольский район в составе Череповецкого округа Ленинградской области был образован в августе 1927 года из 19 сельсоветов Белозерского уезда Череповецкой губернии.
Всего было образовано 19 с/с: Базегский, Войлохотский, Городищенский, Горский, Есинский, Кемский, Ковжинский, Кузнецовский, Куйский, Мартыновский, Паршинский, Пондольский, Пореченский, Пустынский, Семенчевский, Сотозерский, Шольский, Шольско-Заводский, Ярбозерский.
В ноябре 1928 года были упразднены Войлохотский, Есинский, Кузнецовский, Пустынский, Семенчевский и Шольский с/с; образованы Зубовский, Каркучский и Коневский с/с. В декабре того же года из Ярбозерского с/с был выделен Баботозерский с/с, сразу же переданный в Ковжинский район Лодейнопольского округа.
Куйский и Пондольский с/с в 1930-е годы имели статус вепсских национальных.
23 сентября 1937 года Шольский район был передан в Вологодскую область.
В 1959 году Шольский район был упразднён, а его территория разделена между Вашкинским и Белозерским районами.